# Sphenorhina inflexa
Sphenorhina inflexa är en insektsart som beskrevs av Nast 1949. Sphenorhina inflexa ingår i släktet Sphenorhina och familjen spottstritar. Inga underarter finns listade i Catalogue of Life.